# Сабанис, Йоргос
Йоргос Сабанис (греч. Γιώργος Σαμπάνης, 15 мая 1983) — греческий легкоатлет, спринтер; певец, композитор, музыкальный продюсер, известный сотрудничеством с Еленой Папаризу.

## Биографические сведения
Йоргос Сабанис родился в 15 мая 1983 году. С детства интересовался музыкой, играл на гитаре, писал стихи. Однако самым серьёзным увлечением юноши стал спорт — спринт на 100 м. За годы профессиональной спортивной карьеры получил 14 золотых медалей. Среди других уважаемых греческих спортсменов участвовал в церемонии открытия Олимпийских игр в 2004 году.
В октябре 2007 года Йоргос Сабанис впервые попробовал себя в качестве композитора, написав песню «Το Φιλί Της Ζωής» для певицы Елены Папаризу, которая имела большой успех и стала официальным саундтреком одноименного греческого фильма режиссёра Никоса Запатинаса. Вскоре после этого он выпустил свой первый персональный сингл под названием «Κάπου αλλού», который включал хит «Σ 'αφήνω στον επόμενο».
В марте 2008 года Йоргос Сабанис официально представил свой первый полный студийный альбом под названием «Χαράματα». Песни альбома «Σ'αφήνω στον επόμενο», «Χαράματα» и «Μοιρασιά» (написана совместно с Христосом Дантисом) стали хитами в Греции. Музыку для всех песен альбома написал сам Сабанис, авторами лирики стали Яннис Доксас, Анастасия и Йоргос Ставропулос. В записи песни «Ένα φως ανοιχτό» принимал участие детский хор Спироса Ламброса. В течение 2008 года певец много выступал с концертами в Греции, а также написал ещё два хита для дважды платинового альбома Елены Папаризу «Βρίσκω Τον Λόγο Να Ζω», а именно «Η Καρδιά Σου Πέτρα» и «Πυροτεχνήματα».
С января 2009 года в течение 3 месяцев Йоргос Сабанис делал популярное шоу совместно с ONIRAMA & SALATA LATINA Rise в Пирее. В мае 2009 года он выпустил второй студийный альбом, среди песен которого наибольший успех имели «Μέρες Που Δεν Σου Είπα Σ 'Αγαπώ» (дуэт с Раллиа Христиду), «Τι Να Μας Κάνει Η Νύχτα» (дуэт с Stereo Mike) и «Μια Ζωή Θα'μαι Εδώ». Одновременно он создал музыкальное шоу совместно с Пегги Зиной, написав также 9 песен для её нового альбома «Το Πάθος Είναι Αφορμή» в сотрудничестве с поэтами Маносом Элефтериу и Элеаной Врахали. В конце июня Йоргос Сабанис выступал с Пегги Зиной в США и Салониках.
В 2010 Сабанис продолжил успешное сотрудничество с Еленой Папаризу, а также написал ряд хитов для Пегги Зины, Йоргоса Мазонакиса. Сотрудничал с Йоргосом Даларасом, Яннисом Доксасом и Анной Висси, написав для последней хит № 1 в греческих чартах под названием «Fabulous». Он также принял участие в «The Fabulous Show» Висси, которое проходило в Афинской Арене. Последний третий студийный альбом Йоргоса Сабаниса вышел в марте 2011 года, он называется «Μυστήριο Τρένο». Также певец записал дуэт с «Ακίνδυνη αγκαλιά» с Деспиной Олимпиу.

## Дискография
- 2007: Κάπου αλλού
- 2008: Χαράματα
- 2009: Μέρες Που Δεν Σου Είπα Σ' Αγαπώ
- 2011: Μυστήριο Τρένο